# Wallfahrtskirche Maria Schmolln

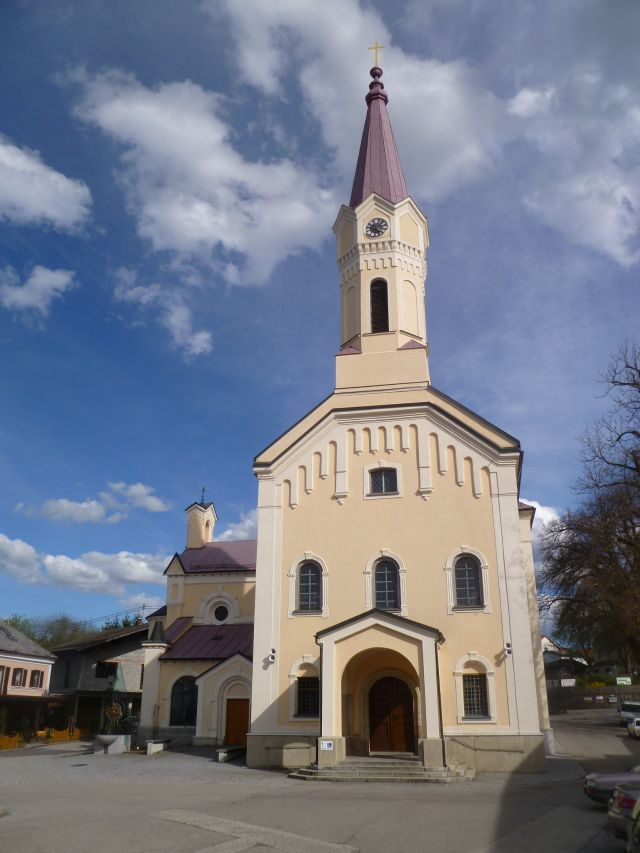
Wallfahrtskirche Mariahilf in Maria Schmolln

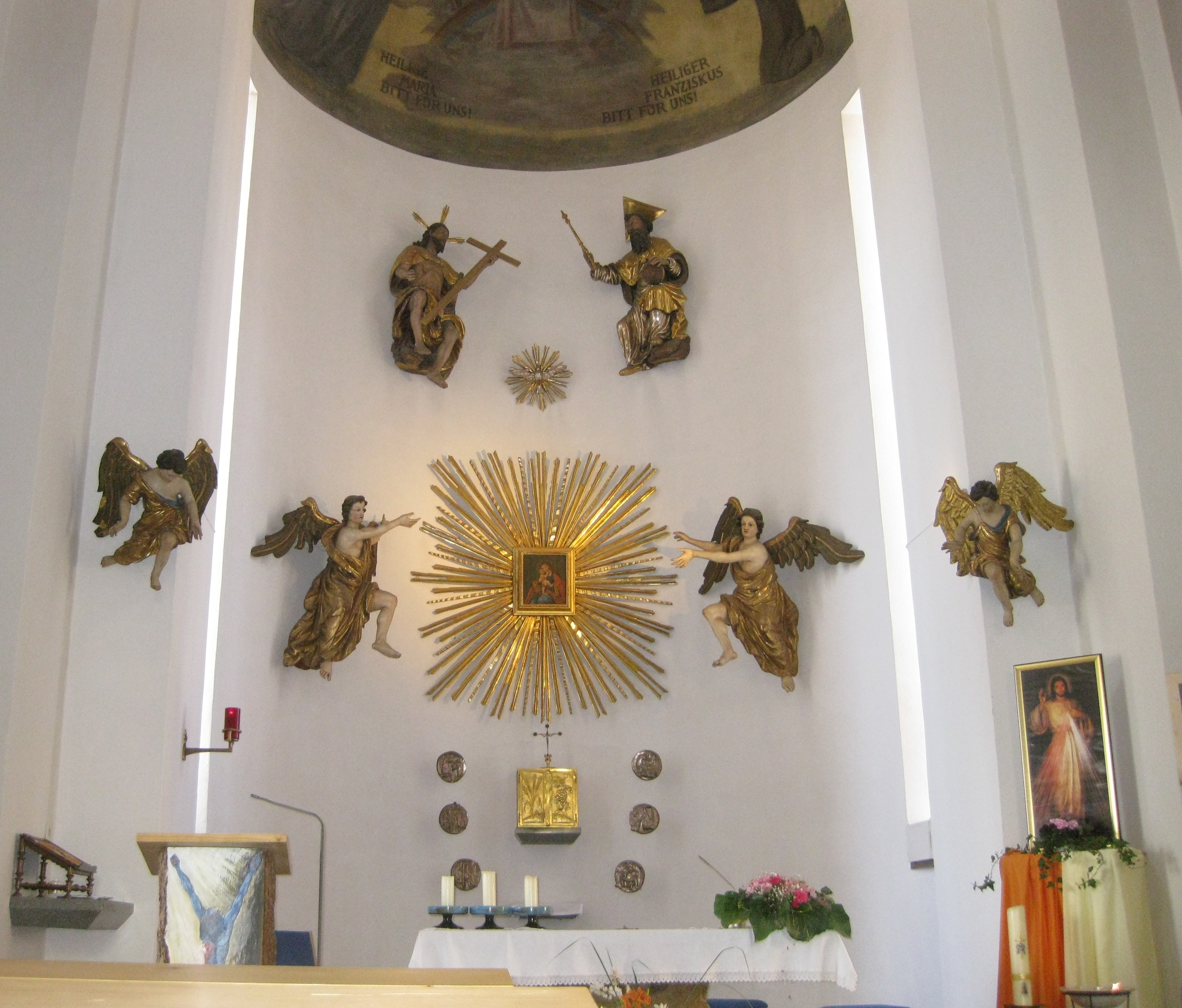
Langhaus, Blick zum Altar

Die römisch-katholische Wallfahrtskirche Maria Schmolln steht in der Gemeinde Maria Schmolln im Bezirk Braunau am Inn in Oberösterreich. Die dem Patrozinium Mariahilf unterstellte Kirche gehört zum Dekanat Altheim-Aspach in der Diözese Linz. Die Kirche und der Verbindungsgang zum Kloster Maria Schmolln stehen unter Denkmalschutz (Listeneintrag).

## Geschichte
Der Überlieferung nach wurde seit 1735 ein an einer Fichte befestigtes Marienbild verehrt. Im Jahr 1784 wurde ebendort eine hölzerne Kapelle errichtet, 1810 auf behördliche Anordnung abgetragen und 1850 wieder errichtet. Am 18. Juni 1860 erfolgte die Grundsteinlegung für die heutige Wallfahrtskirche nach den Plänen des Baumeisters Josef Kasinger aus Mauerkirchen, wobei das Baumaterial der abgetragenen Andreaskirche in Humertsham in Pischelsdorf am Engelbach verwendet wurde. 1861 wurde das Turmkreuz gesetzt. Die Kirche wurde 1863 durch Weihbischof Balthasar Schlitter von Salzburg geweiht. Im Jahr 1864 erfolgte die Übergabe der Kirche an die Franziskaner. Die Pfarre wurde 1867 gegründet. Im Jahr 1880 erfolgte die Grundsteinlegung für den Anbau einer Gnadenkapelle nach den Plänen der Paters Johann Maria Reiter OFM. Die Gnadenkapelle wurde 1881 von Bischof Franz Joseph Rudigier geweiht. Im 19. Jahrhundert wurde die Kirche von Bischof Rudigier als „Perle der Romantik“ bezeichnet. Die später angebaute Gnadenkapelle zeigt den Wandel im Kunstverständnis vom romantischen zum strengen Historismus.
Im Jahr 1934 wurde die Gnadenkapelle mit Wandmalereien von Engelbert Daringer ausgestattet. Von 1964 bis 1966 wurden die bauzeitlichen Altäre des Bildhauers Emanuel Basler aus Simbach mit der Fassung von Georg Lindenmair aus Braunau entfernt.

## Architektur
Die Wallfahrtskirche im nördlichen Ortsgebiet ist durch eine gedeckte Brücke mit dem östlich der Straße gelegenen ehemaligen Franziskanerkloster verbunden.
Das Kircheninnere zeigt ein weiträumiges dreijochiges Langhaus mit einem westlichen Emporenjoch und einen einjochigen Chor mit tiefen Wandpfeilern und zwischen Gurten gespannten Platzlgewölben mit aufgelegten dünnen Kreuzrippen. Der Triumphbogen ist korbbogig und der Chor ist um drei Stufen erhöht. In der östlichen Chorwand befinden sich zwei rundbogige Sakristeiportale. Die zweigeschoßige dreiachsige Westempore steht auf hölzernen Stützen, die Empore hat gerade Brüstungen mit Felderteilungen. Nordseitig befinden sich Biforenfenster zur Antoniuskapelle. Gleichfalls nordseitig im mittleren Langhausjoch befindet sich eine Zwillingsbogenöffnung zur kreuzrippengewölbten Gnadenkapelle und darüber ein Rundfenster. Im Boden der Gnadenkapelle befindet sich ein Sichtfenster zu den Wurzelstockresten der Fichte, an welcher ursprünglich das Gnadenbild befestigt war.

## Ausstattung
In der Gnadenkapelle zeigt Wandmalerei vier szenische Darstellungen des hl. Franziskus gemalt von Engelbert Daringer 1934, weiters die Darstellung von Wallfahrern bei der Fichte mit dem Gnadenbild, Kreuzigung im Westen, Anbetung der Hirten im Osten und Majestas Domini in der Apsis. Im Langhaus gibt es vier historistische Darstellungen der Heiligen Ignatius, Leopold, Florian und Anna Selbdritt.

## Einrichtung
Es gibt drei Altäre vom Bildhauer Rudolf Millonig aus Innsbruck, welche 1993 geweiht wurden. Der Hochaltar ist ein Wandretabel mit einem flügelaltarartigen Aufbau, mittig mit einem Relief Kreuzigung umgeben mit Relieftafeln mit szenischen Darstellungen, links Verkündigung und die Heiligen Drei Könige, rechts das Pfingstwunder und Frauen am Grabe, bekrönt mit einer Heilig-Geist-Taube in einem Strahlenkranz. Der linke Seitenaltar zeigt den hl. Franz von Assisi, der rechte Seitenaltar Taufe Christi.
Die ursprüngliche Orgel von 1863/1864 schuf der Orgelbaumeister Max Geiger in einem dreiachsigen historistischen Gehäuse mit einem leicht überhöhten Mittelturm. Die heutige Orgel (II Man./14 Register) nennt am Spieltisch Johann Pirchner Steinach/Tirol. Weiters gibt es eine Chororgel von 2001.
Eine barocke Kreuzigungsgruppe an der nördlichen Langhausmauer von 1730 und vier barocke Engel um 1700 in der Gnadenkapelle wurden aus dem Franziskanerkloster Salzburg hierher übertragen. Eine barocke Gruppe Dreifaltigkeit um 1700 in der Gnadenkapelle kommt aus St. Florian am Inn. Der Kruzifix in der Antoniuskapelle entstand im 19. Jahrhundert. Die vierzehn Kreuzwegreliefs schuf der Bildhauer Franz Tavella im ersten Viertel des 20. Jahrhunderts. Die Konsolfiguren hl. Josef in der Gnadenkapelle und hl. Antonius in der Antoniuskapelle entstanden im vierten Viertel des 19. Jahrhunderts. Die Figur Madonna in der Votivkapelle von Emanuel Basler dem Älteren aus Simbach wurde vom 1962 abgetragenen Hochaltar übertragen. Der Bildhauer Rudolf Millonig schuf eine Madonna im Langhaus 2008, ein Holzrelief des Auferstandenen Christus im Langhaus 2000, ein Triptychon am linken Seitenaltar 2006 rundbogig mit Reliefs Verkündigung (Werktagsseite) und Anbetung der Hirten sowie Epiphanie (Feiertagsseite).